# 寻根文学
寻根文学，中国当代文学流派，1980年代兴起。倡导者是韩少功、阿城、郑义等青年作家。开端是韩少功在1985年第四期《长春》上短文《文学的“根”》的发表，但“寻根”作品至少可以上溯到1983年《钟山》第四期上的贾平凹的《商州初录》。作家以现代意识反映传统文化，致力于传统意识，民族文化心理的挖掘。
寻根思潮的命名与一个文学事件有关，始于1984年12月在杭州举行的《新时期文学：回顾与预测》的会议提出的命题，以及会议参加者后来对这一命题的诠释。

## 代表作
- 阿城：“三王”(《棋王》、 《树王》、 《孩子王》)
- 韩少功：《爸爸爸》《女女女》
- 郑义：《老井》
- 贾平凹：《商州系列》
- 王安忆《小鲍庄》
- 李锐 《厚土系列》
- 莫言《红高粱系列》